# پیتر بوروش
پیتر بوروش (مجاری: Boross Péter؛ زادهٔ ۲۷ اوت ۱۹۲۸) یک سیاستمدار اهل مجارستان است.